# FTAA

logo FTAA

FTAA (Americká zóna volného obchodu, anglicky Free Trade Area of Americas, španělsky Área de Libre Comercio de las Américas) byl název projektu na vytvoření panamerické zóny volného obchodu (s výjimkou Kuby), která by byla vázaná paktem. Hlavním iniciátorem projektu byly Spojené státy americké, první schůzka představitelů potenciálních členských států proběhla v roce 1994 v Miami. Projekt však nebyl nikdy plně realizován (po neúspěšném summitu v roce 2005 v Mar del Plata je projekt považován za mrtvý). Namísto FTAA vznikla řada bilaterálních dohod mezi jednotlivými státy na americkém kontinentu.

## Potenciální členské státy
- Antigua a Barbuda
- Argentina
- Bahamy
- Barbados
- Belize
- Brazílie
- Kanada
- Chile
- Kolumbie
- Kostarika
- Dominika
- Dominikánská republika
- Salvador
- Grenada
- Guatemala
- Guyana
- Haiti
- Honduras
- Jamajka
- Mexiko
- Panama
- Paraguay
- Peru
- Svatý Kryštof a Nevis
- Svatá Lucie
- Svatý Vincenc a Grenadiny
- Surinam
- Trinidad a Tobago
- Spojené státy americké
- Uruguay